# Particratie

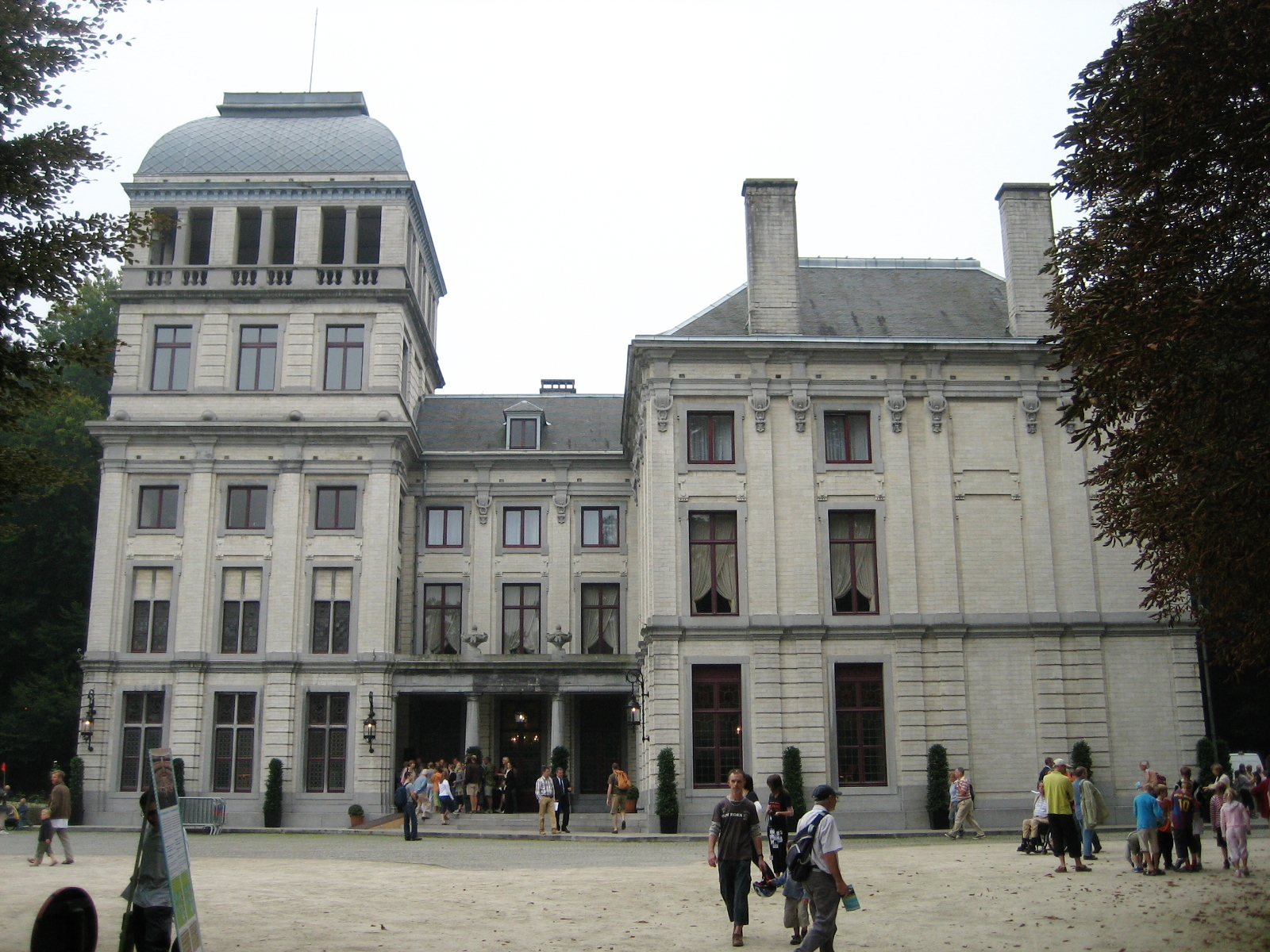
Het kasteel Hertoginnedal, waar in de Belgische politieke geschiedenis veel besloten vergaderingen tussen partijvoorzitters hebben plaatsgevonden.

Een particratie is een regeringsvorm waarin de politieke partijen de primaire basis van de macht vormen. Zoals de Italiaanse politicoloog Mauro Calis in 1994 betoogde, is de term vaak denigrerend bedoeld, wat impliceert dat partijen te veel macht hebben. Deze (aanvankelijk) polemische benaming kwam in België op vanaf 1960, toen politieke partijen een steeds grotere invloed kregen, niet alleen op de politieke besluitvorming maar ook in de samenleving en haar instituties als geheel.
De meeste democratische landen zijn representatieve democratieën: in tegenstelling tot een directe democratie zijn het niet de burgers zelf die politieke besluiten nemen, maar door de bevolking gekozen vertegenwoordigers. Wanneer de macht van de verschillende partijen waartoe die vertegenwoordigers behoren sterk toeneemt, spreekt men van een particratie. De invloed van de partijvoorzitter en het partijbureau wegen dan zwaarder door dan die van de verkozenen onderling. Dit kan tot uiting komen in de fractiediscipline, waarbij in de praktijk alle verkozenen die behoren tot eenzelfde partij in het parlement over alle onderwerpen unaniem stemmen. 
Er wordt veel kritiek geuit op de particratie. Tegenstanders verwijten het systeem een gebrek aan transparantie en een focus op het verdelen van verkozen plaatsen die de burger doen vervreemden van de politiek. een inbreuk op de scheiding der machten en een evolutie naar postdemocratie of zelfs oligarchie. 